# Adesmus seabrai
Adesmus seabrai es una especie de escarabajo longicornio del género Adesmus, categorizada en la tribu Hemilophini, de la subfamilia Lamiinae. Fue descrita por Lane en 1959.

## Descripción
Mide 11,5-18 mm de longitud.

## Distribución
Se distribuye por América del Sur: Brasil.